# Advance Motor Manufacturing Company

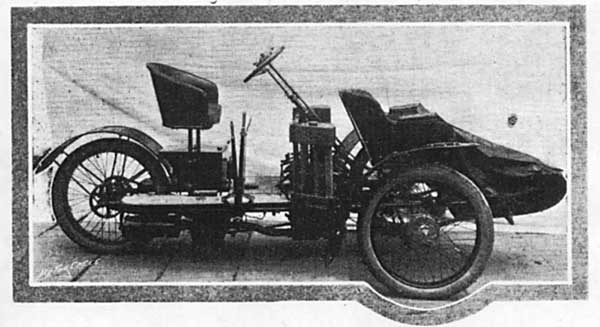
Tricar von Advance

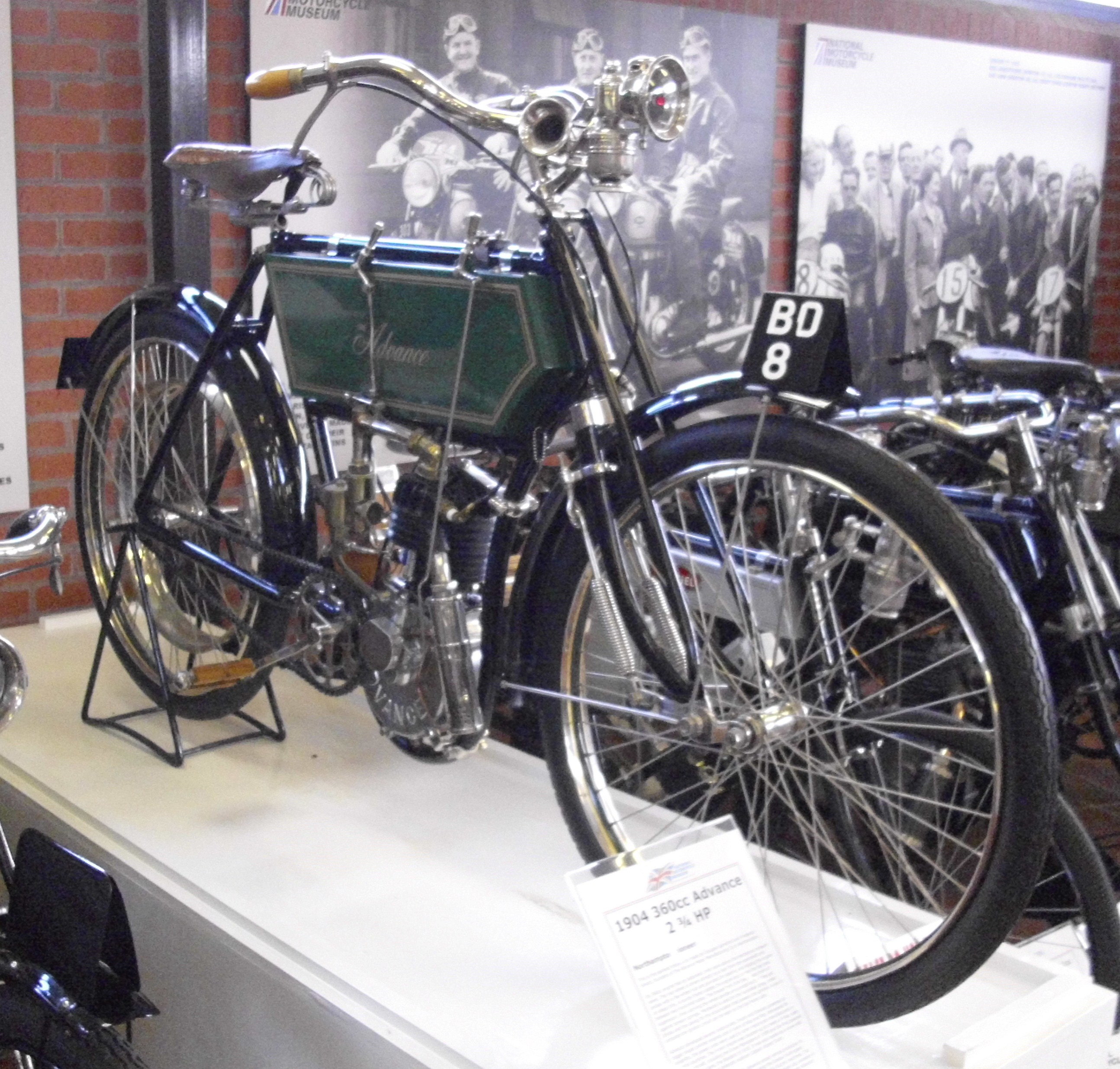
Motorrad von Advance

Advance Motor Manufacturing Company war ein britischer Hersteller von Motorrädern und Automobilen.

## Unternehmensgeschichte
Das Unternehmen aus Northampton begann 1906 mit der Produktion von Motorrädern und Automobilen. Der Markenname lautete Advance. Es bestand eine Verbindung zu Smart & Gainsfort Ltd. 1908 endete die Automobil- und 1912 die Motorradproduktion.

## Fahrzeuge
Bei den Automobilen handelte es sich um Dreiräder mit einem einzelnen Hinterrad. Es waren Tricars mit dem Passagiersitz zwischen den Vorderrädern. Der Motor leistete 6 PS.
Ein erhalten gebliebenes Motorrad hat einen Motor mit 360 cm³ Hubraum und 2,75 PS Leistung. Es steht im National Motorcycle Museum in Solihull.